# New Hebron, Mississippi
New Hebron là một thành phố thuộc quận Lawrence, tiểu bang Mississippi, Hoa Kỳ. Năm 2010, dân số của thành phố này là 447 người.

## Dân số
- Dân số năm 2000: 447 người.
- Dân số năm 2010: 447 người.